# غاري ويفر
غاري ويفر (بالإنجليزية: Gary Weaver)‏ هو لاعب كرة قدم أمريكية أمريكي، ولد في 13 مارس 1949 في فلورنس في الولايات المتحدة.

## وصلات خارجية
- غاري ويفر على موقع مرجع كرة القدم المحترفة.كوم (الإنجليزية)